# Blanchard (Missouri)
Blanchard è una località degli Stati Uniti d'America, nella contea di Atchison, nello Stato del Missouri.

## Geografia fisica
La comunità si trova al confine con lo Iowa ed è adiacente alla città di Blanchard. E anche conosciuta come 'South Blanchard '.